# 浅野克巳
浅野 克巳 （あさの かつみ、1942年9月29日 - ）は、日本の経済学者。駒澤大学名誉教授。専門はマクロ経済学。

## 来歴
1966年3月 早稲田大学第一政治経済学部経済学科卒業。1969年3月 早稲田大学大学院経済学研究科修士課程修了。1973年3月 駒澤大学大学院経済学研究科博士課程満期退学。
同年4月 駒澤大学経済学部助手、1974年 専任講師、1978年 助教授を経て、1984年 教授に就任。 1993年 経済学科主任、1999年 大学院経済学研究科委員長、また1994年4月から1995年3月まで オハイオ・ウェスリアン大学リサーチ・フェロー、さらに日本経済政策学会役員などを歴任。
そのほか、中央大学商学部、早稲田大学理工学部・政治経済学部、玉川大学文学部・工学部・農学部の非常勤講師をつとめる。
2013年 定年退職、名誉教授。

## 著書
- 「国立国会図書館サーチ」を参照